# Phytoseius chinensis
Phytoseius chinensis är en spindeldjursart som beskrevs av Wu och Li 1982. Phytoseius chinensis ingår i släktet Phytoseius och familjen Phytoseiidae. Inga underarter finns listade i Catalogue of Life.